# Namiq Sevdimov
Namiq Sevdimov (* 22. Oktober 1983 in Baku, Aserbaidschanische SSR, Sowjetunion) ist ein aserbaidschanischer Ringer.

## Werdegang
Namiq Sevdimov begann im Alter von 10 Jahren 1993 mit dem Ringen. Er startet ausschließlich im freien Stil und gehört dem Customs Sportclub Dinamo Baku an, wo er von Chosrow Dschafarow trainiert wird. Er ist Sportstudent und ringt bei einer Größe von 1,60 Metern im Bantamgewicht, der Gewichtsklasse, die ihr Gewichtslimit bei 55 kg Körpergewicht hat.
Zu Beginn seiner internationalen Karriere hatte er als Junior (Cadets = Altersgruppe bis zum 16. Lebensjahr) auf Anhieb große Erfolge. Er wurde 1999 in Łódź Junioren-Weltmeister in der Gewichtsklasse bis 46 kg Körpergewicht und kam ein Jahr später, 2000, bei der Junioren-Europameisterschaft in Bratislava hinter Kamal Ustarchanow aus Russland auf den 2. Platz.
Ab 2004 startete Namiq Sevdimov bei vielen Welt- und Europameisterschaften und erzielte dabei immer gute Platzierungen, wenngleich ihm kein Medaillengewinn mehr glücken sollte. Seine besten Resultate, die er erzielte, waren ein 5. Platz bei der Europameisterschaft 2005 in Warna und ein 5. Platz bei der Weltmeisterschaft 2009 in Herning/Dänemark, jeweils im Bantamgewicht.
Im Jahre 2008 glückte es Namiq Sevdimov sich für die Olympischen Spiele in Peking zu qualifizieren. In Peking siegte er im Bantamgewicht über Yang Kyong-il aus Nordkorea und Kim Hyo-sub aus Südkorea, unterlag aber im Halbfinale gegen Henry Cejudo aus den Vereinigten Staaten und verlor auch den Kampf um eine olympische Bronzemedaille gegen Radoslaw Welikow aus Bulgarien. Sein 5. Platz ist aber aller Ehren wert.

## Internationale Erfolge
| Jahr | Platz | Wettbewerb                                         | Gewichtskl.  | Ergebnis |
| 1999 | 1.    | Junioren-WM (Cadets) in Łódź                       | bis 42 kg KG | vor Nuslan Amankossow, Kirgisistan u. Amiran Elbikadse, Georgien |
| 2000 | 2.    | Junioren-EM (Cadets) in Bratislava                 | bis 50 kg KG | hinter Kamal Ustarchanow, Russland, vor Farih Yerli, Türkei u. Fekri Memisi, Mazedonien                                                                               |
| 2001 | 5.    | Junioren-WM in Taschkent                           | bis 50 kg KG | hinter Amiran Elbakidse, Mawlet Batirow, Russland, Ersin Cetin, Türkei u. Yaser Khalpour Alamdardehi, Iran                                                            |
| 2003 | 6.    | Junioren-WM in Istanbul                            | Bantam       | hinter Ersin Cetin, Adam Batirow, Russland, Juri Golub, Ukraine, Youssef Nokandeh Sharbati, Iran u. Takashi Adachi, Japan                                             |
| 2004 | 7.    | EM in Ankara                                       | Bantam       | nach einer Niederlage gegen Amiran Kartanow, Griechenland u. einem Sieg über Geworg Makarjan, Ukraine                                                                 |
| 2005 | 2.    | Yasar-Dogu-Memorial in Ankara                      | Bantam       | hinter Tomohiro Matsunaga, Japan, vor Tadhi Dadashi, Iran u. Asgerhan Nowrusow, Aserbaidschan                                                                         |
| 2005 | 5.    | EM in Warna                                        | Bantam       | nach einem Sieg über Ramazan Demir, Türkei u. Niederlagen gegen Ghenadie Tulbea, Moldawien u. Aljaksandr Kantojeu, Russland                                           |
| 2005 | 3.    | Universitäten-WM in Izmir                          | Bantam       | hinter Bajaraagiin Naranbaatar, Mongolei u. Vahan Simonjan, Armenien, gemeinsam mit Yoo Hyun-jin, Südkorea                                                            |
| 2006 | 3.    | Golden-Grand-Prix in Baku                          | Bantam       | hinter Dilschod Mansurow, Usbekistan u. Radoslaw Welikow, Bulgarien, gemeinsam mit Samuel Henson, USA                                                                 |
| 2006 | 1.    | Militär-WM in Baku                                 | Bantam       | vor Khaled Al-Faraj, Syrien, Zhang Lizhen, China u. Artur Mamadalijew, Russland                                                                                       |
| 2007 | 3.    | Kiew International                                 | Bantam       | hinter Radoslaw Welikow u. Opan Sat, Russland, gemeinsam mit Michail Sacharow, Russland                                                                               |
| 2007 | 10.   | EM in Sofia                                        | Bantam       | nach einem Sieg über Geworg Makarjan u. Niederlagen gegen Bessik Kuduchow, Russland u. Radoslaw Welikow                                                               |
| 2007 | 31.   | WM in Baku                                         | Bantam       | nach einer Niederlage gegen Murad Ramazanow, Mazedonien |
| 2007 | 2.    | Militär-WM in Hyderabad                            | Bantam       | hinter Albert Saritow, Russland, vor Yom J., Nordkorea u. Damir Sachartinow, Usbekistan                                                                               |
| 2008 | 2.    | Alexander-Medwedew-Turnier in Minsk                | Bantam       | hinter Ryswan Hadschyjeu, Belarus, vor Alexander Lasita, Belarus u. Nariman Israpilow, Russland                                                                       |
| 2008 | 3.    | Olympia-Qualifikations-Turnier in Martigny/Schweiz | Bantam       | hinter Radoslaw Welikow u. Kim Hyo-sub |
| 2008 | 1.    | Golden-Grand-Prix in Baku                          | Bantam       | vor Namig Abdullajew, Aserbaidschan, Murat Genctürk, Türkei u. Radoslaw Welikow                                                                                       |
| 2008 | 5.    | OS in Peking                                       | Bantam       | nach Siegen über Yang Kyong-il, Nordkorea u. Kim Hyo-sub, Südkorea u. Niederlagen gegen Henry Cejudo, USA u. Radoslaw Welikow                                         |
| 2009 | 1.    | Golden-Grand-Prix in Baku                          | Bantam       | vor Yasuhiro Inaba, Japan u. Yaser Khalpour Alamdardehi |
| 2009 | 5.    | WM in Herning/Dänemark                             | Bantam       | mit Sieg über Danny Felix, USA, Niederlage gegen Sezer Akgül, Türkei, Siegen über Urs Wild, Schweiz u. Kim Hyo-sub u. einer Niederlage gegen Wiktor Lebedew, Russland |
| 2010 | 9.    | Golden-Grand-Prix in Baku                          | Bantam       | Sieger: Shinichi Yumoto, Japan vor Nariman Israpilow, Bessarion Gotschaschwili, Georgien u. Angel Escobedo, USA                                                       |

## Erläuterungen
- alle Wettbewerbe im freien Stil
- OS = Olympische Spiele, WM = Weltmeisterschaften, EM = Europameisterschaften
- Bantamgewicht = Gewichtsklasse bis 55 kg Körpergewicht